# Kevin McCarthy (politikus)
Kevin Owen McCarthy (Bakersfield, Kalifornia, 1965. január 26. –) amerikai politikus, 2007 és 2023 között Kalifornia állam képviselője, az időszakban az egyik legbefolyásosabb republikánus képviselő. 2023-ban, kilenc hónapig az Amerikai Egyesült Államok Képviselőházának házelnöke. A Republikánus Párt tagja, többségi vezető (majority leader) volt 2014 és 2019 között. 2007 óta képviseli Kalifornia 23. kongresszusi választókerületét, amelybe beletartozik Kern és Tulare megye nagy része, valamint Los Angeles megye egy kisebb része.
Elnöke volt a Republikánusok Párt kaliforniai ifjúsági szervezetének (California Young Republicans). 2002 és 2006 között a kaliforniai alsóház tagja volt, az utolsó két évben kisebbségi vezetőként. 2006-ban Bill Thomas visszavonulása után indult szövetségi képviselőházi pozíciójáért.
Második ciklusában beválasztották a republikánus vezetésbe helyettes whipnek. Ezt a pozíciót 2009 és 2011 között töltötte be.
2011-től 2014-ig a Képviselőház többségi whipje volt, Eric Cantor helyére érkezett. 
2015-ben indult a Képviselőház elnöki pozíciójáért, de visszalépett, miután kiderült, hogy viszonya volt Renee Ellmers képviselővel.
Mikor a republikánusok elvesztették a képviselőházi többségüket 2018-ban, McCarthy kisebbségi vezető lett. Ezzel ő lett az első kaliforniai republikánus, aki betöltötte ezt a pozíciót. Kétszer is indult Nancy Pelosi ellen a Képviselőház elnöki pozíciójáért, sikertelenül. A 2023-as választása napokig húzódott, mivel nem tudott elég támogatást szerezni. Terminusa mindössze 269 napig tartott, a képviselők, republikánus indíttatásra, 2023. október 3-án kiszavazták posztjáról. 1876 óta ő szolgált a legrövidebb ideig, mint házelnök. Vereségei után bejelentette, hogy 2023 végén lemond a Képviselőházból.

## Választási eredmények

### Szövetségi választások
| Párt     | Jelölt         | %     |
| -------- | -------------- | ----- |
|          | Kevin McCarthy | 70.7  |
|          | Sharon Beery   | 29.3% |
| Összesen | Összesen       | 100%  |

2008-ban nem indult McCarthy ellen senki. A szavazatok 100%-át megszerezte.
| Párt     | Jelölt                      | %      |
| -------- | --------------------------- | ------ |
|          | Kevin McCarthy (hivatalban) | 98.76% |
| FÜG      | John Uebersax               | 1.24%  |
| Összesen | Összesen                    | 100%   |

| Párt     | Jelölt                      | %      |
| -------- | --------------------------- | ------ |
|          | Kevin McCarthy (hivatalban) | 73.22% |
| FÜG      | Terry Phillips              | 26.78% |
| Összesen | Összesen                    | 100%   |

| Párt     | Jelölt                      | %      |
| -------- | --------------------------- | ------ |
|          | Kevin McCarthy (hivatalban) | 74.84% |
|          | Raul Garcia                 | 25.16% |
| Összesen | Összesen                    | 100%   |

| Párt     | Jelölt                      | %      |
| -------- | --------------------------- | ------ |
|          | Kevin McCarthy (hivatalban) | 69.18% |
|          | Wendy Reed                  | 30.83% |
| Összesen | Összesen                    | 100%   |

| Párt     | Jelölt                      | %      |
| -------- | --------------------------- | ------ |
|          | Kevin McCarthy (hivatalban) | 63.72% |
|          | Tatiana Matta               | 36.28% |
| Összesen | Összesen                    | 100%   |

| Párt     | Jelölt                      | %      |
| -------- | --------------------------- | ------ |
|          | Kevin McCarthy (hivatalban) | 62.14% |
|          | Kim Mangone                 | 37.86% |
| Összesen | Összesen                    | 100%   |

| Párt     | Jelölt                      | %      |
| -------- | --------------------------- | ------ |
|          | Kevin McCarthy (hivatalban) | 67,25% |
|          | Marisa Wood                 | 32,75% |
| Összesen | Összesen                    | 100%   |

### Képviselőházi választások
| Párt     | Jelölt           | Szavazatok | %      |
| -------- | ---------------- | ---------- | ------ |
|          | John A. Boehner  | 216        | 52.81% |
|          | Nancy Pelosi     | 160        | 40.10% |
|          | Daniel Webster   | 12         | 2.93%  |
|          | Louie Gohmert    | 3          | 0.73%  |
|          | James Jordan     | 2          | 0.49%  |
|          | Ted Yoho         | 2          | 0.49%  |
|          | Jeff Duncan      | 1          | 0.24%  |
|          | Trey Gowdy       | 1          | 0.24%  |
|          | Kevin McCarthy   | 1          | 0.24%  |
|          | Rand Paul        | 1          | 0.24%  |
|          | Jeff Sessions    | 1          | 0.24%  |
|          | Colin Powell     | 1          | 0.24%  |
|          | Jim Cooper       | 1          | 0.24%  |
|          | Peter A. DeFazio | 1          | 0.24%  |
| Összesen | Összesen         | 403        | 100%   |

| Párt          | Jelölt                 | Szavazatok | %      |
| ------------- | ---------------------- | ---------- | ------ |
|               | Nancy Pelosi           | 220        | 50.81% |
|               | Kevin McCarthy         | 192        | 44.34% |
|               | James Jordan           | 5          | 1.16%  |
|               | Cheri Bustos           | 4          | 0.92%  |
| Nem szavazott | Nem szavazott          | 3          | 0.69%  |
|               | Tammy Duckworth        | 2          | 0.46%  |
|               | Thomas Massie          | 1          | 0.23%  |
|               | Stacey Abrams          | 1          | 0.23%  |
|               | Joe Biden              | 1          | 0.23%  |
|               | Marcia L. Fudge        | 1          | 0.23%  |
|               | Joseph P. Kennedy, III | 1          | 0.23%  |
|               | John Lewis             | 1          | 0.23%  |
|               | Stephanie Murphy       | 1          | 0.23%  |
| Összesen      | Összesen               | 433        | 100%   |

| Párt     | Jelölt                    | Szavazatok | %      |
| -------- | ------------------------- | ---------- | ------ |
|          | Nancy Pelosi (hivatalban) | 216        | 50.23% |
|          | Kevin McCarthy            | 209        | 48.61% |
|          | Tammy Duckworth           | 1          | 0.23%  |
|          | Hakeem Jeffries           | 1          | 0.23%  |
| Összesen | Összesen                  | 427        | 100%   |

| Párt                        | Jelölt                      | Szavazatok | %      |
| --------------------------- | --------------------------- | ---------- | ------ |
|                             | Kevin McCarthy              | 216        | 50,5%  |
|                             | Hakeem Jeffries             | 212        | 49,5%  |
| „Jelen” szavazatot adott le | „Jelen” szavazatot adott le | 6          | –      |
| Összesen                    | Összesen                    | 428        | 100,0% |